# 潘楷
潘楷（？—？），字以正，應天府溧陽縣人，錦衣衛官籍，明朝政治人物。

## 生平
順天府鄉試第五十三名舉人。成化二十三年（1487年）中式丁未科三甲第二百一十名進士。

## 家族
曾祖潘貴名；祖父潘道信，贈昭信校尉；父潘庸，百戶。母金氏（封安人）。